# Hanchurch
Hanchurch – przysiółek w Anglii, w Staffordshire. Leży 5,1 km od miasta Stoke-on-Trent, 19,4 km od miasta Stafford i 217,9 km od Londynu. W latach 1870–1872 miejscowość liczyła 187 mieszkańców. Hanchurch jest wspomniana w Domesday Book (1086) jako Hancese.